# Expediția Blaxland

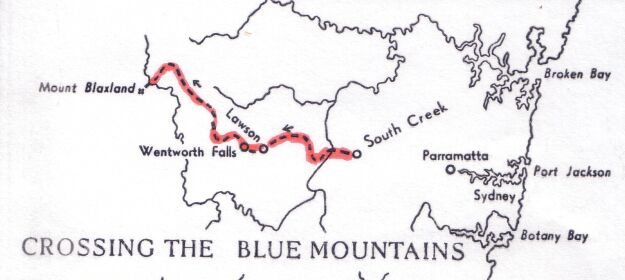
Expediția Blaxland

Expediția Blaxland sub conducerea pionerului australian Gregory Blaxland (1778-1853) a traversat între 11 mai și 6 iunie  1813 munții Blue Mountains, creând cale liberă colonizării interiorului continentului australian. Blaxland împreună cu însoțitorrii săi William Lawson și William Wentworth sunt considerați primii coloniști care au traversat lanțul muntos Blue Mountains. Pe la mijlocul secolului XVII acțiunea de colonizare în interiorul continentului a fost continuată  de John Wilson. Drumul de odinioară parcurs de primii coloniști este urmat se șoseaua Great Western Highway.